# Iván Bolado
Iván Bolado Palacios (Santander, Cantabria, 3 de julio de 1989) es un exfutbolista hispano-ecuatoguineano que jugaba como delantero. Su último equipo fue el Club Deportivo Don Benito del grupo XIV de la Tercera División de España.
Su formación como futbolista tuvo lugar en la cantera del Real Racing Club de Santander. A pesar de haber jugado en las categorías inferiores de la España, es internacional absoluto con Guinea Ecuatorial. Debutó en un partido amistoso disputado contra Sudáfrica el 6 de enero de 2012.
Su padre nació en Guinea Ecuatorial y su abuela paterna es nativa de dicho país africano.

## Trayectoria
Comenzó su carrera como futbolista en el CD Calasanz de Santander, luego pasó a la cantera del Racing de la misma ciudad.
Debutó en Primera División el 26 de agosto de 2007 en El Sardinero frente al FC Barcelona, empezando como titular, en un partido que terminó con empate a cero.
Su primer gol en Primera División lo marcó ante el Real Zaragoza, en la temporada de su debut y el segundo lo marcó ante el RCD Español en el Lluís Companys de una espectacular rabona siendo el primer español que mete un gol de esa manera en la Liga Española.
El 18 de mayo de 2008 logró, ante Osasuna en el último partido, el gol que dio al Racing la primera clasificación para la Copa de la UEFA de su historia.
El 19 de junio de 2008 firma su primer contrato profesional con el Racing de Santander hasta el 30 de junio de 2012. Poco después, el 21 de agosto, se marcha cedido al Elche CF sin opción de compra. La temporada no es muy positiva ya que a pesar de jugar 22 partidos, apenas suman 700 minutos siendo titular solo en 6 de ellos.
Durante la pretemporada en Alemania se lesiona de gravedad con un diagnóstico de «rotura aguda del ligamento cruzado anterior de la rodilla, con fisura en ambos meniscos» por lo que se creyó que se perdería la temporada con el Racing. Tras una rápida recuperación de su grave lesión, y gracias a la salida de Álex Geijo al Udinese en el mercado de invierno, recupera su ficha, por lo que podrá jugar lo que resta de temporada regresando a los terrenos de juego el 16 de marzo de 2009 frente al Real Zaragoza.
En julio de 2011 el jugador firma con el FC Cartagena las dos próximas temporadas tras alcanzar un acuerdo que supondrá para el delantero cántabro unos 200.000 euros por temporada e iniciar una nueva etapa en Segunda División tras terminar su periplo en el Racing. El objetivo para la nueva temporada es el ascenso a la Primera División, si bien un mal inicio de campaña hace que los objetivos cambien y se pase a luchar por la permanencia. Además Iván Bolado no ofrece el rendimiento que se esperaba de él, que partía como titular y no terminó de convencer a ninguno de sus técnicos. En el FC Cartagena jugó diez partidos de Liga, aproximadamente 500 minutos. Marcó dos goles en total, ambos en el partido de la primera vuelta de la temporada 2011/12 en Sabadell. Después, el delantero se marchó con la selección ecuatoguineana sin que en las oficinas cartageneristas se recibiera ningún tipo de solicitud de convocatoria, ni por parte del futbolista, ni procedente de la Federación del país africano. La ausencia fue vista como un acto de grave indisplina por parte del club, que le impuso una sanción económica y decidió que Bolado se reincorporase al grupo. Su nula implicación posterior hizo que el 29 de febrero de 2012 se rescindiera el contrato del futbolista, al que le restaba aún un año de contrato.
El 29 de febrero de 2012 firma con el CSKA Sofia. En el primer partido con su nuevo club se lesiona de gravedad, perdiéndose el resto de la temporada.
El 11 de marzo de 2014 el club Real Avilés de la Segunda División B de España anuncia su fichaje hasta final de temporada. 
El 7 de julio de 2014 el FC Pune City anuncia su fichaje jugando la Indian Super League junto a David Trezeguet en el mismo equipo. 
El 14 de octubre de 2016 firma con el Deportivo Rayo Cantabria de Santander, que compite en el grupo III de la Tercera División de España. Rescinde su contrato el 27 de enero de 2017.
El 31 de enero de 2017 el Club Deportivo Don Benito de la Tercera División anuncia su fichaje.

## Selección nacional
Ha sido internacional con la selección española sub-19, con la que se proclamó campeón de la Copa del Atlántico.
En el verano de 2008 fue convocado para preparar el Europeo sub-19. Días después formó parte del equipo que disputó este torneo siendo eliminados en la primera fase.
El 27 de marzo de 2009 debutó con la selección de fútbol de España sub-21; ante Irlanda en Waterford (Irlanda), Bolado jugó 72 minutos y marcó un gol.
El 14 de abril de 2009 debutó con la selección de fútbol de España sub-20; ante Egipto en El Cairo (Egipto), Bolado jugó 72 minutos y marcó un gol.
El 4 de julio de 2009 gana la medalla de Oro de los Juegos Mediterráneos de 2009 con la selección de fútbol de España sub-20 en Pescara (Italia).
En diciembre de 2011, fue convocado por la selección de Guinea Ecuatorial para la Copa Africana de Naciones 2012, ya que su padre nació en el país y eso le permitió ser elegible para jugar para la selección africana. Debutó el 6 de enero de 2012 durante un amistoso contra Sudáfrica en el Estadio de Bata.

## Clubes
| Club                     | País     | Temporada | Encuentros disputados | Goles |
| ------------------------ | -------- | --------- | --------------------- | ----- |
| Racing de Santander      | España   | 2007-2008 | 14                    | 3     |
| Elche C. F. (cedido)     | España   | 2008-2009 | 22                    | 2     |
| Racing de Santander      | España   | 2009-2010 | 12                    | 2     |
| Racing de Santander      | España   | 2010-2011 | 19                    | 1     |
| F. C. Cartagena          | España   | 2011-2012 | 10                    | 2     |
| P. F. C. CSKA Sofia      | Bulgaria | 2012      | 1                     | 0     |
| Real Avilés C. F.        | España   | 2014      | 3                     | 0     |
| F. C. Pune City          | India    | 2014      | 10                    | 3     |
| Deportivo Rayo Cantabria | España   | 2016-2017 | 11                    | 4     |
| C. D. Don Benito         | España   | 2017      | 12                    | 3     |

Actualizado a 1 de febrero de 2017.

### Palmarés
- Oro en los Juegos del Mediterráneo.

### Copas internacionales
| Título                           | Club                                 | País   | Año  |
| -------------------------------- | ------------------------------------ | ------ | ---- |
| Copa del Atlántico               | Selección de fútbol de España sub-19 | España | 2008 |
| Oro Juegos Mediterráneos de 2009 | Selección de fútbol de España sub-20 | Italia | 2009 |